# Ivești, Galați
Ivești là một xã thuộc hạt Galați, România. Dân số thời điểm năm 2002 là 9779 người.